# Clyde Waterfront Regeneration

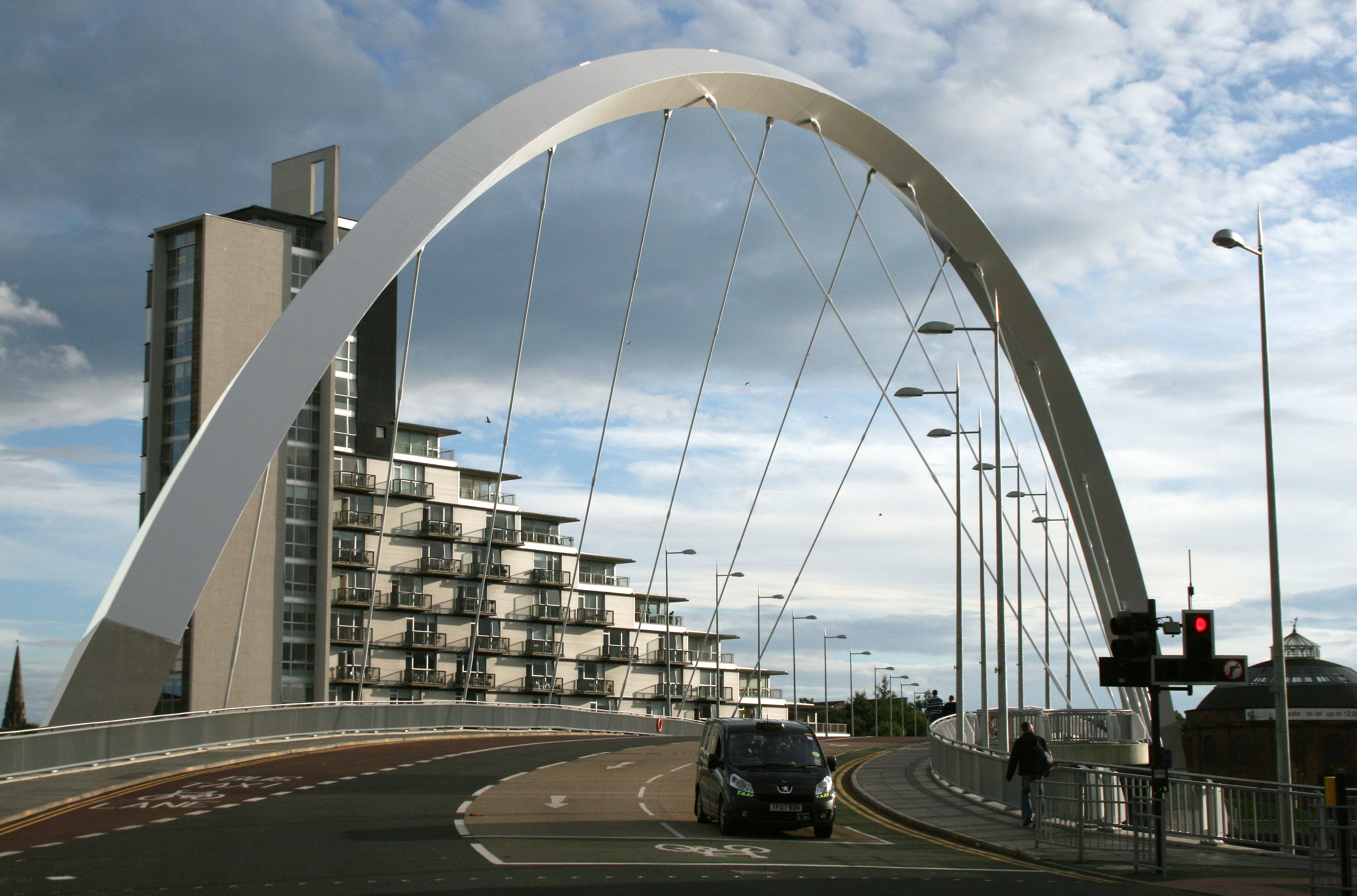
Clyde Arc, Glasgow

Le Clyde Waterfront Regeneration est un programme de régénération urbaine des quais et des rives du Firth of Clyde dans Glasgow et dans les villes riveraines. Il est formé par un partenariat stratégique comprenant le gouvernement écossais, la Scottish Enterprise (en), la ville de Glasgow, les councils (« conseils ») du Renfrewshire et du West Dunbartonshire. Avec plus de 200 projets sur les deux rives du Clyde sur 13 miles, c'est l'un des plus grands projets de rénovation urbaine de Grande-Bretagne. Dans toute la zone de Clyde Waterfront, des projets sont en place pour transformer les affaires, le logement, le tourisme et l'infrastructure de la zone. L'investissement total prévu dans Clyde Waterfront à partir de fonds publics et privés est maintenant estimé à 5-6 milliards de livres sterling.
En plus de soutenir les investissements étrangers et le tourisme, l'objectif de la régénération de la Clyde est de profiter aux communautés locales. Il est prévu que les populations locales bénéficieront de l'amélioration des infrastructures de transport et de loisirs, des commerces et des entreprises, ainsi que de l'arrivée de nouveaux emplois dans la région. On estime que 50 000 nouveaux emplois seront créés à mesure que les entreprises déménageront dans la région et que davantage de logements seront construits. Le recyclage est vital et une gamme de soutien est disponible localement pour s'assurer que les résidents peuvent exploiter les nouvelles opportunités à mesure qu'elles se présentent.